# دانكي (فلم هندي 2023)
دانكي (بالهندية: डंकी) (بالإنجليزية: Dunki) هو فيلم درامي كوميدي باللغة الهندية عام 2023 يعتمد  تقنية الهجرة غير الشرعية. تم كتابة الفيلم وإنتاجه وتحريره وإخراجه بواسطة راجكومار هيراني، تحت إشراف شركة أفلام راجكومار هيراني، إلى جانب جيو بلاتفورمز وريد تشيليز انترتينمنت. بطولة شاه روخ خان، تابسي بانو، فيكي كوشال وبومان إيراني.
تم الإعلان عن الفيلم رسميًا في أبريل 2022. بدأ التصوير الرئيسي في نفس الشهر وحدث بشكل متقطع في عدة أجزاء. ومن المقرر الانتهاء من تصوير الفيلم في أواخر أبريل 2023، وتضمنت مواقع التصوير مومباي، جبلبور، كشمير، بودابست، لندن، جدة ونيوم. تم تأليف موسيقى الفيلم بواسطة بريتام وشيخار رافجياني، وتم تأليف الموسيقى التصويرية بواسطة أمان بانت، وتم التصوير السينمائي بواسطة سي كيه موراليدهران، مانوش ناندان، أميت روي، وتم التحرير بواسطة المخرج راجكومار هيراني.
من المقرر إصدار فيلم دونكي في دور العرض السينمائية في جميع أنحاء العالم في 21 ديسمبر 2023. حصل الفيلم على آراء متباينة وإيجابية من النقاد والجمهور على حد سواء. حقق فيلم دونكي إيرادات  كرور روبية في جميع أنحاء العالم مقابل ميزانية إنتاج وتسويق بلغت 120 كرور روبية هندية (20 مليون دولار أمريكي)، ليصبح خامس أعلى فيلم هندي من حيث الإيرادات لعام 2023 وثامن أعلى فيلم هندي من حيث الإيرادات لعام 2023. في حفل توزيع جوائز فيلم فير التاسع والستين، تلقى الفيلم تسعة ترشيحات، وفاز بجائزة أفضل ممثل مساعد لكاوشال.

## القصة
خلقت الحرب العالمية الثانية نقصًا في العمالة في إنجلترا، فبدأوا في هجرة العمال من الهند بأعداد كبيرة للعمل في حقولهم ومصانعهم. استغل العديد من الشباب من البنجاب هذه الفرصة لبناء حياة لأنفسهم في لندن، وسرعان ما شجع هذا الشباب الآخرين على إيجاد طرق للهجرة إلى إنجلترا. أدى قانون المهاجرين في الكومنولث لعام 1962 إلى إنهاء الهجرة وأصبح من الصعب الآن الانتقال إلى لندن، لكن الحلم ظل قائما. في عام 2020، تنجح مانو راندهاوا (تابسي بانو) في منتصف العمر في الهروب من مستشفى في لندن بإنجلترا، وتلتقي بالمحامي بورو باتيل (ديفين بهوجاني)، وهو محامي هجرة من أصل هندي. تطلب مانو الحصول على تأشيرة للسفر إلى الهند، لكن بورو تقول لها إن الحصول على تأشيرة هندية أمر صعب بالنسبة لها بسبب تصرفاتها السابقة. وهكذا، تطلب مانو مساعدة بورو في الاتصال بحبيبها السابق، هارديال سينغ دهيلون (شاه روخ خان)، المعروف أيضًا باسم هاردي، الذي يشعر بسعادة غامرة لتلقي مكالمة مانو الهاتفية في لالتو، البنجاب، الهند بعد 25 عامًا. يتخلى هاردي عن فرصة الفوز بمسابقة ألعاب القوى المحلية لكبار السن التي تقام في لالتو من أجل التحدث إلى مانو، الذي يطلب من هاردي مقابلتها في دبي، الإمارات العربية المتحدة، من أجل إعادتها إلى الهند لأنها غير قادرة على الحصول على تأشيرة هندية. تستقل مانو وصديقتيها، بوجو لاخانبال (فيكرام كوتشار) وبالي كاكاد (أنيل جروفر)، طائرة من لندن للسفر إلى دبي ومقابلة هاردي.
في مشهد يعود إلى ما قبل 25 عامًا، في عام 1995، نرى مانو وبوغو وبالي يعيشون في لالتو ويتوقون إلى الهجرة إلى إنجلترا من أجل حياة أفضل. كان قصر مانو مرهونًا وكانت تعمل طاهية في أحد المطاعم المحلية، وعملت والدة بوجو كحارسة أمن في مصنع محلي، وعمل بالي كحلاق لأن والدته كانت تعمل كخياطة لتغطية نفقاتها. فقراء وغير متعلمين، لم يتمكن الثلاثة من الحصول على تأشيرة لدخول إنجلترا على الرغم من محاولتهم استخدام أساليب مختلفة. يطلب وكيل السفر (روهيتاش جود) من مانو أن تتعلم المصارعة، حتى تتمكن من الحصول على تأشيرة رياضية لفريق المصارعة الهندي للألعاب الأولمبية. ذات يوم، يصل هاردي، وهو جندي سابق من الجيش الهندي، إلى قريتهم في قطار من باثانكوت بعد أن أنقذ شقيق مانو، ماهيندر (سهيل زارجار)، حياته عندما أطلق عليه الإرهابيون النار في الحرب. كان ماهيندر مدنيًا، لكنه حمل هاردي على كتفيه إلى أقرب مستشفى عسكري، وظل معه لعدة أسابيع حتى خرج من الخطر. بعد خروجه من المستشفى، يقرر هاردي إعادة مسجل الأشرطة الذي تركه خلفه، لكنه يدرك أن ماهيندر قد توفي في حادث، وخلفه أرملته (جانفي سانجوان) وابنها، وترك مانو وعائلتها في وضع مالي سيئ. يعد هاردي بمساعدة مانو للوصول إلى لندن مقابل لطف شقيقها ويبدأ في تعليمها حركات المصارعة. بعد عودة مانو إلى الوكيل، تكتشف أنه كان محتالًا وهرب بعد أخذ 1.5 مليون روبية من بوجو و30 ألف روبية من بالي. طلب من بوجو أن يتظاهر بأنه طبيب كلى بشهادات مزورة، لكنه فشل في الإجابة على الأسئلة البسيطة التي طرحها عليه موظف الهجرة. لقد طُلب من بالي الزواج من مواطنة بريطانية من المفترض أنها في الهند، لكن اتضح أن العديد من الرجال الآخرين دفعوا لوكلاءهم للزواج من نفس المرأة، التي لم تكن موجودة في الواقع.
عندما يخبر هاردي مانو وبوغو وبالي أنه من الأسهل الحصول على تأشيرة طالب في المملكة المتحدة من خلال اجتياز اختبار أيلتس، فإنهم جميعًا يسجلون في دورة تدريبية على أيلتس تدرسها جيتو جولاتي (بومان إيراني)، حيث يلتقون بطالب آخر، سوخي سينغ (فيكي كوشال). يريد سوخي السفر إلى لندن لإنقاذ حبيبته السابقة جاسي، التي تزوجت قسراً من رجل هندي غير مقيم يدعى تيدا، والتي تعرضت للإيذاء الجسدي من قبله. عندما يسخر جيتو من هاردي في الفصل، يقف مانو بجانبه ويدافع عنه قائلاً إن المعلم الجيد هو مثل هاردي، الذي يدعم الطلاب ويجعلهم يتدربون بدلاً من السخرية منهم. نظرًا لأن جيتو ليست معلمة فعالة، ابتكر هاردي خطابًا عامًا يمكن إلقاؤه حول أي موضوع في اختبار التحدث وجعل الجميع يحفظونه. ومع ذلك، فإن اختبار أيلتس يختلف من شخص لآخر، حيث يحظى بالي فقط بفرصة استخدام الخطاب العام. في النهاية ينجح بالي في اجتياز الاختبارات ويسافر إلى لندن بتأشيرة دراسية، بينما يفشل الأربعة الباقون ويُتركون في الهند. وبمجرد وصوله إلى لندن، يرسل بالي صورًا لنفسه أمام منزل فاخر وسيارة، مما يجعل أصدقاءه وعائلته في الهند يعتقدون أنه حقق نجاحًا كبيرًا في المملكة المتحدة. كما اتصل بسوكي لإخباره بأن جاسي انتحر بعد أن علم برسوب سووكي في امتحان أيلتس، مما تسبب في قيام سووكي المدمر بغمر نفسه بالكيروسين وإحراق نفسه. في جنازة سوخي، وعد هاردي الذي أصيب بصدمة نفسية بأنه سيأخذ مانو وبوجو إلى لندن بنفسه من خلال الملاذ الأخير المتاح: طريق "دنكي" وهو النسخة الهندية من طريق الحمار للأشخاص الذين يدخلون دولة أجنبية بشكل غير قانوني بدون جواز سفر أو تأشيرة.
ثم ينتقل الفيلم عبر باكستان وأفغانستان وإيران وتركيا حيث يبدأ هاردي ومانو وبوجو رحلة غادرة إلى إنجلترا وينضم إليهم شاميلي ناغرا (كومال ساشديفا) وبارميندر دينغرا (ديوانشو جامبير)، المعروف أيضًا باسم بامبي، وجولاب ناغرا (فيشنو كوشال)، وهم ثلاثة أشخاص آخرين من قرية لالتو. أثناء عبورهم إيران، واجهوا دورية حدودية قاسية وأطلقوا النار على شاميلي وبامبي وجولاب وقتلوهم بشكل مأساوي. تقوم الدورية باعتقال الناجين الثلاثة، ولكن عندما يحاول أحد الضباط اغتصاب مانو، ينتقم هاردي الغاضب بالقضاء عليه وعلى ضباط الدورية الآخرين. ينطلق هاردي ومانو وبوجو على متن قطار، ويسافرون عبر الصحاري الحارقة ويواجهون الجبال الثلجية، ثم يصعدون على متن حاوية شحن في المرحلة الأخيرة من الرحلة البحرية، حيث يقضون 27 يومًا بائسًا وتكون الظروف أسوأ من المجاري. وأخيرًا، ولسعادتهم الكبيرة، تمكن الثلاثة من الوصول إلى لندن، حيث أصيبوا بالصدمة عندما وجدوا بالي يعمل كتمثال حي، وأدركوا أن الصور التي أرسلها بالي كانت مزيفة. يعيش بالي في الواقع حياة الكفاف في إنجلترا حيث لم تكن الكلية التي حصل منها على تأشيرة الدراسة موجودة أبدًا. ويعيش في حي فقير متهالك صغير مع عدد من المهاجرين غير الشرعيين، حيث ينامون في أسرّة بطابقين، ويعيشون خوفًا دائمًا من اكتشافهم من قبل الشرطة وسلطات الهجرة.
في البداية، وجد الرباعي وظائف كموظفي تنظيف في مراكز التسوق ومحلات البقالة الكبيرة، أو كبيع أفلام للكبار في لندن. التقيا ببورو، الذي نصح مانو بالخضوع لزواج وهمي كطريقة سهلة للحصول على الجنسية البريطانية. يوافق مانو على مضض على القيام بذلك من خلال الزواج من مدمن مخدرات مقابل 100 جنيه إسترليني. تقول بورو أنه بمجرد أن تصبح مانو مواطنة بريطانية، يمكنها تطليق مدمن المخدرات ثم مساعدة الآخرين في أن يصبحوا مواطنين بريطانيين أيضًا. أثناء حفل الزفاف في الكنيسة، يشعر هاردي بالغضب بسبب محاولة مدمن المخدرات تقبيل مانو، وينخرطان في قتال يتم بسببه القبض على المجموعة بأكملها من قبل الشرطة. ومع ذلك، يزور بورو الرباعية في السجن وينصحهم بالسعي للحصول على حق اللجوء في المحكمة بزعم أن حياتهم في خطر في الهند بسبب الحرب والاضطهاد من أجل البقاء في البلاد. باعتباره جنديًا سابقًا، يرفض هاردي خيانة وطنه، ويلقي خطابًا مؤثرًا أمام القاضي مفاده أن اللجوء بسبب الفقر أو الاضطهاد لا يشكل أي فرق. لكن القاضي يتبع القانون ويتجاهل المأساة الإنسانية التي تكمن وراء لعنة الفقر، لكن الآخرين يتابعون الأمر، فيبررون قرارهم بالإشارة إلى كل الصعوبات التي واجهوها حتى الآن، والعواقب المالية لمغادرة إنجلترا. نتيجة لذلك، يتم ترحيل هاردي إلى الهند من قبل الشرطة، بينما يحصل مانو وبوغو وبالي على اللجوء في إنجلترا ويصبحون مواطنين بريطانيين، ويعملون في البداية كتماثيل حية.
في نهاية المشهد، في الوقت الحاضر، يصل مانو وبوغو وبالي إلى دبي حيث يجتمعون مع هاردي بعد 25 عامًا. في هذه المرحلة، تكشف مانو لهاردي أنها لم تتزوج أبدًا ونشرت بطاقة زواج لهاردي فقط، حتى يتمكن من المضي قدمًا في حياته واستقر مرة أخرى في الهند. كما يعلم هاردي أن مانو مريضة بورم في المخ ولن يبقى لها من الحياة سوى شهر واحد، وأنها ترغب في العودة إلى الهند لقضاء أيامها الأخيرة مع عائلتها، لكن الهند رفضت منحهم التأشيرة لأنهم تقدموا بطلب اللجوء في إنجلترا. بمساعدة جيتو، يزور هاردي باكير، وهو وكيل محلي، الذي يرتب لهم العودة إلى المنزل عبر طريق دونكي. مسلحين بكل المستلزمات الهندية (من الملابس إلى الهواتف المحمولة إلى الصحف) وتسليم جوازات سفرهم إلى بكير، يحاول الرباعي المغادرة إلى الهند عبر حاوية شحن في جدة، المملكة العربية السعودية، لكن بكير يبلغ سلطات الهجرة السعودية زوراً عن أربعة هنود يسافرون إلى لندن في حاوية، بعد أن خططوا لنفس الشيء مسبقًا مع هاردي. بعد أن يتم القبض عليهم، يخدع هاردي مسؤولي الهجرة ويصدقهم أنهم في الواقع مواطنون بنجابيون يسافرون بشكل غير قانوني إلى إنجلترا، بمساعدة جيتو في الهند. مانو وبوغو وبالي يذكرون أسماءهم شاميلي وبامبي وجولاب، الذين لا يزالون مدرجين في قائمة المواطنين الهنود المفقودين، وتقبلهم الهند مع هاردي مرة أخرى. وتثبت سلطات الهجرة السعودية أمام المحكمة أن الأربعة هنود، وترحلهم إلى الهند على متن طائرة.
وبعد فترة وجيزة، يصل الرباعي إلى لالتو ومانو وبوغو وبالي، ويشعرون بالرضا عندما يجدون عائلاتهم التي تركوها وراءهم في صحة جيدة، بفضل الأموال التي كسبوها وأرسلوها إلى مسقط رأسهم على مر السنين. كما قام هاردي بإعادة تسمية قصر مانو إلى "مانو دي كوتي" "قصر مانو" وأنشأ ساعة بيغ بن فوقه. أثناء وجوده هناك، يعترف بشكل صادم لمانو أنه لم يتزوج أبدًا لأنه استمر في حبها بحلول الوقت الذي انفصلا فيه. ثم يعرض عليها هاردي الزواج، وتقبل مانو ذلك بسعادة. ومع ذلك، في اللحظات التي تلت الحدث مباشرة، ماتت مانو بصمت بسبب مرضها المميت وأصيب هاردي بالحزن الشديد بسبب وفاتها المفاجئة. يضع خاتم الخطوبة في يدي مانو ويحتضن جثتها الميتة، ويشاهد الألعاب النارية في ديوالي في الليل والدموع في عينيه، بينما كان ينتظر هذه اللحظة طوال حياته ولكن عندما وصلت، لم يتمكن هاردي من الاتحاد مع حبه. بعد ستة أشهر من وفاة مانو، يلتقي هاردي وبوغو وبالي بوكيل يعرض عليهم نقلهم إلى لندن عبر طريق دونكي. يقوم هاردي بإلقاء العميل على الأرض ثم يواصل الثلاثة حياتهم. وينتهي الفيلم بخاتمة مفادها أنه لم يكن هناك حاجة إلى تأشيرة لدخول أي بلد قبل 140 عامًا فقط، وأن التأشيرات جلبت معها التمييز في الهجرة. اليوم، لا تحظر الحدود سوى على الفقراء الذين يتم رفض منحهم تأشيرات على أساس الثروة والتعليم. في كل عام، يحاول أكثر من مليون شخص عبور الحدود بطريقة غير شرعية بحثًا عن حياة أفضل، ويموت الكثيرون على طول الطريق، دون أن يتم العثور على جثثهم أبدًا. لا يمكن لعائلاتهم إجراء طقوسهم الأخيرة، لأنهم لا يعرفون أبدًا ما إذا كان أحباؤهم على قيد الحياة أم أمواتًا، ومن بين الناجين، قليل منهم فقط قادرون على العودة إلى المنزل الذي غادروه ذات يوم.

## الممثلون
- شاه روخ خان في دور هارديال "هاردي" سينغ ديلون
- تابسي بانو في دور مانو راندهاوا
- فيكي كوشال في دور سوخي سينغ (ظهور خاص)
- بومان إيراني في دور جيتو جولاتي
- فيكرام كوشار في دور بوجو لاخانبال
- أنيل جروفر في دور بالي كاكاد
- جيوتي سوبهاش في دور سانتوش لاخانبال، جدة بوجو
- ديفين بهوجاني في دور المحامي بورو باتيل
- مانوج كانت في دور والد مانو
- آرون بالي بدور الأب الأكبر لمانو
- أمارديب جها بدور والدة مانو
- سهيل زارجار بدور ماهيندر راندهاوا، شقيق مانو
- جانفي سانجوان بدور ماهيندر الزوجة
- فيشنو كوشال في دور جولاب ناجرا
- كومال ساشديفا في دور شاميلي ناجرا
- ديوانشو غامبير في دور بارميندر "بومبي" دينجرا
- روهيتاشف جور في دور وكيل تأشيرة مزيف في لالتو
- بيوش راينا في دور بوبي دابوالا
- جيتندرا هودا في دور وكيل دونكي هندي
- مشاري العطاوي في دور عميل دونكي إيراني
- شهيد لطيف في دور بكير، عميل دونكي إماراتي
- مهافير بهولار في دور والد بوجو
- سابنا ساند في دور والدة بوجو
- جاتيندر كور في دور والدة بالي
- جيريمي ويلر في دور قاضي محكمة المهاجرين غير الشرعيين في إنجلترا
- جاي ميلر في دور كاهن الكنيسة
- أربا أتيلا في دور صاحب عمل بوغو في لندن
- ريتشارد بي كلاين في دور ممتحن أيلتس
- دانيال شورت في دور العريس المدمن
- نيخيل راتناباركي في دور لص في محطة سكة حديد لالتو
- كريم سعيدي في دور عمر عباسي، ضابط شرطة سعودي
- رانجها فيكرام سينغ في دور مشتري متجر
- جوربريت جوجي في دور راكب مشارك في محطة سكة حديد لالتو
- فيجايانت كوهلي بدور الرجل الذي افترضه هاردي خطأً على أنه تشادها
- فيفيك شارما بدور عميل دنكي في المشهد الأخير

## ملحوظات
1. ↑  According to DNA India, the budget of the film was 85 crore.[3] and According to Pinkvilla, the combined cost of producing and marketing the film was 120 crore.[4]
2. ↑  "Dunki" loosely translates from Punjabi to English to mean "to hop from place to place".[6]

## روابط خارجية
- مقالات تستعمل روابط فنية بلا صلة مع ويكي بيانات